# Adipsie
L'adipsie est une affection qui peut atteindre aussi bien l'Homme que les autres animaux consistant en une absence de soif. Les causes sous-jacentes sont très variables mais impliquent une atteinte de l'hypothalamus, l'hypophyse la glande pituitaire et le corps calleux.  Bien que le diabète insipide implique généralement une polydipsie, dans de rares cas on peut ne pas l'avoir mais la présence d'une telle diminution de sensation de soif qu'on pourra qualifier d'hypodipsie voire une adipsie. Bien que l'adipsie soit rare et puisse survenir en absence de lésions structurale de l'hypothalamus, elle peut être associée à l'affection de hypothalamus / hypophyse dans le diabète insipide (diabète insipide adipsique) et / ou hypernatrémie ou suivant une chirurgie de l'hypothalamus / hypophyse.

## Bilan biologique
Le bilan initial pour l'adipsie comprend le dosage des électrolytes, le taux de l'urée et de la créatinine sanguine, l'osmolalité plasmatique et urinaire, et parfois le taux d'ADH. Chez les patients qui ont des anomalies dans la régulation de la soif et sécrétion de l'ADH, le taux de cette hormone est très bas voire absent.

## Traitement

### Traitement médical
Le traitement repose sur la correction de l'hypernatrémie chronique en premier ; cette correction doit s'étaler sur 48-72 heures (pour prévenir le risque d’œdème cérébral et de convulsions), avec un taux de réduction de 10 mmol/L/j.
Il n'y a pas de traitement médical spécifique pour cette affection, certaines thérapies comportementales permettent parfois aux patients d'avoir un apport adéquat eau. La desmopressine est généralement utilisée pour les patients atteints d'un diabète insipide d'origine centrale associé.

### Traitement chirurgical
C'est le traitement chirurgical de l'affection sous-jacente (tumeurs, hématomes, ou kystes comprimant la région) mais seulement dans certains cas.